# Marc Detton
Marc Pierre Detton (Thorigny-sur-Marne, 20 de febrer de 1901 – París, 24 de gener de 1977) fou un remer francès que va competir durant la dècada de 1920.
El 1924 va prendre part en els Jocs Olímpics de París, on disputà dues proves del programa de rem. En la prova del doble scull, formant parella amb Jean-Pierre Stock, guanyà la medalla de plata. En la prova del scull individual quedà eliminat en la repesca.